# Бои в Болимовском секторе (1915)
Бои в Болимовском секторе велись в мае - июле 1915 в рамках наступления центральных держав на Россию. Немцы, видя бесперспективность прямого наступления на Варшаву, которые русские войска уже несколько раз отбивали с тяжелыми потерями для центральных держав решили прибегнуть к массивным газобаллонным атакам на позиции русской армии, в результате которых она понесла невероятно тяжелые потери, но все же смогла успешно предотвратить прорыв фронта и защитить Варшаву.

## Фон

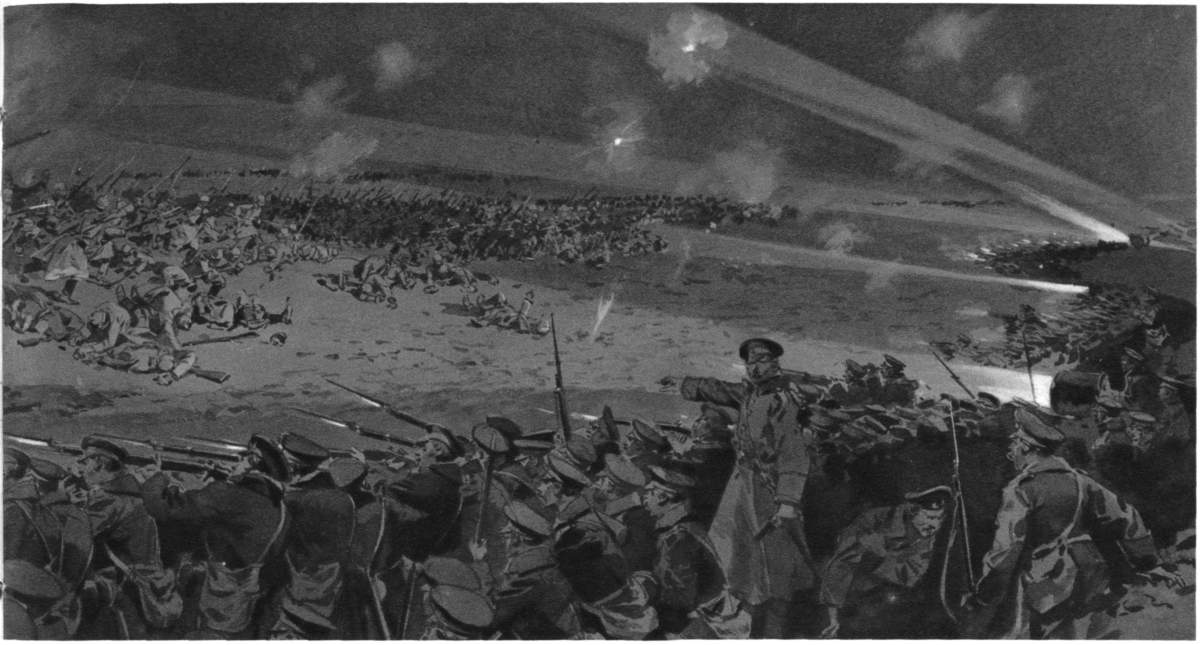
Русская пехота отражает германское наступление на Висле

Боевые действия в русской Польше открылись почти сразу после начала войны, однако первой крупной войсковой операцией стала Варшавско-Ивангородская битва сентября-октября 1914, по ее итогам германские планы взять Варшаву закончились полным крахом и переходом русской армии в контрнаступление. Однако уже в ноябре сосредоточив сильную группировку германцы ударили по Лодзи, однако попытка окружить 2-ю армию закончилась провалом, наступающая группа Шеффера сама попала в окружение и потеряла до 90% личного состава. Русская армия, хотя и выиграла операцию отступила немного восточнее ввиду больших потерь (около 280 тыс.), в это время с западного фронта немцам пришли сильные резервы, создав численный перевес (600 тыс. в армиях центральных держав против 500 тыс. в русской армии) противник попытался вновь осуществить прорыв в Варшаве, однако потерпел поражение.
Уже в январе 1915 бои возобновились. На этот раз целью удара немцев стал город Болимов. Уже в это время немцами начали широко использоваться разные виды химического оружия, в результате наступления русские войска, как и планировал германский штаб перевезли часть резервов с восточной Пруссии, однако этот отвлекающий маневр оказался дорогостоящим, немцы, как и русские потеряли около 40 тыс. человек.

## Подготовка к операции
В начале мая 1915 германскими войсками начата подготовка к проведению наступления с целью прорыва русского фронта, немецкий генерал Леопольд Баварский отчитывался штабу, что предстоящие мероприятия должны принести огромный успех. Под Болимов были переброшены специальные соединения для осуществления газовых атак, вместе с ним прибыло 12 тыс. баллонов с газом, из-за такого огромного количества баллонов в подготовке участвовала и обычная пехота. К 22 мая все баллоны были установлены, атака была запланирована на 23, однако из-за непогоды перенесена на 31.
Силы сторон в количестве солдат были примерно равны, в германских войсках было около 296 000, а в русских 307 000 однако немцы обладали очевидным преимуществом ввиду наличия химического оружия.

## Боевые действия

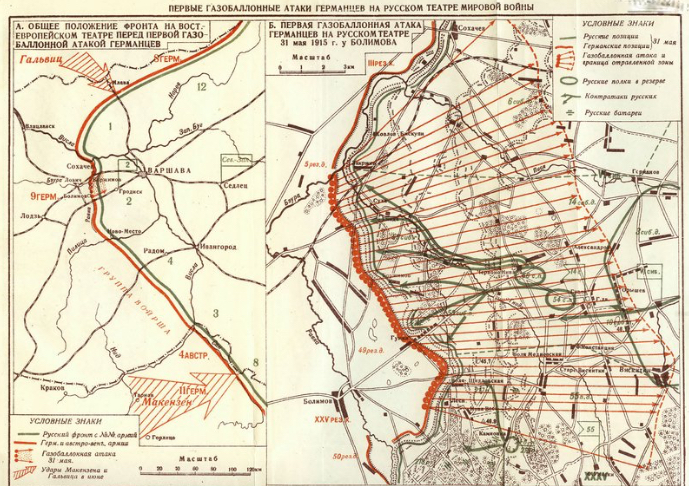
Газовая атака Германцев 31 мая 1915 в районе Болимова

Первое наступление началось рано утром 31 мая, когда на русские окопы понесся смертельный дым, а к нему впридачу артиллерийский огонь. Германская пехота на отдельных участках смогла ворваться в окопы и захватить их, но были случаи когда они оказывались настолько загазованны, что атакующие возвращались на исходные позиции. В основном русские части отбивали атаки, как например 217-й Ковровский и 218-й Горбатовский полк отбили 6 атак немцев, а 14-я сибирская дивизия - 4. Немцы не выполнили поставленную задачу и отошли на исходные позиции. Потери в результате боев для немцев было невелики, около 374 человек. Русские войска потеряли гораздо больше, в основном от газа, Сергей Нелипович оценивает потери русских солдат в 10 846 человек, из которых от газа погибло 1 464, а пострадало 9 092. Николай Постников последствия атак газом оценивает по другому, согласно его исследованию 31 мая от газов погибло 1 089, а пострадало 7 776, из которых 43 продолжили нести службу. Олег Айрапетов так же дает оценку пострадавших от газовых атак в 9 тыс.

Атаки повторились 12 июня. На этот раз эффект от газа оказался довольно слабым и германская пехота сама была вынуждена продвигаться вперед. Немцы добились отнятия 3-х километров и взяли 1,6 тыс. пленных, однако опять же ни одна из частей не выполнила поставленной задачи и германский штаб разочаровался в его итогах. Хотя и материальный эффект был незначительным, были случаи когда русские солдаты бросали позиции при виде смертоносного дыма. В результате боев германцы потеряли 1,1 тыс. человек, русские потери непосредственно в боях с противником составили 3 462. Отравленных на этот раз было куда меньше, от 2 285 до 2 378.

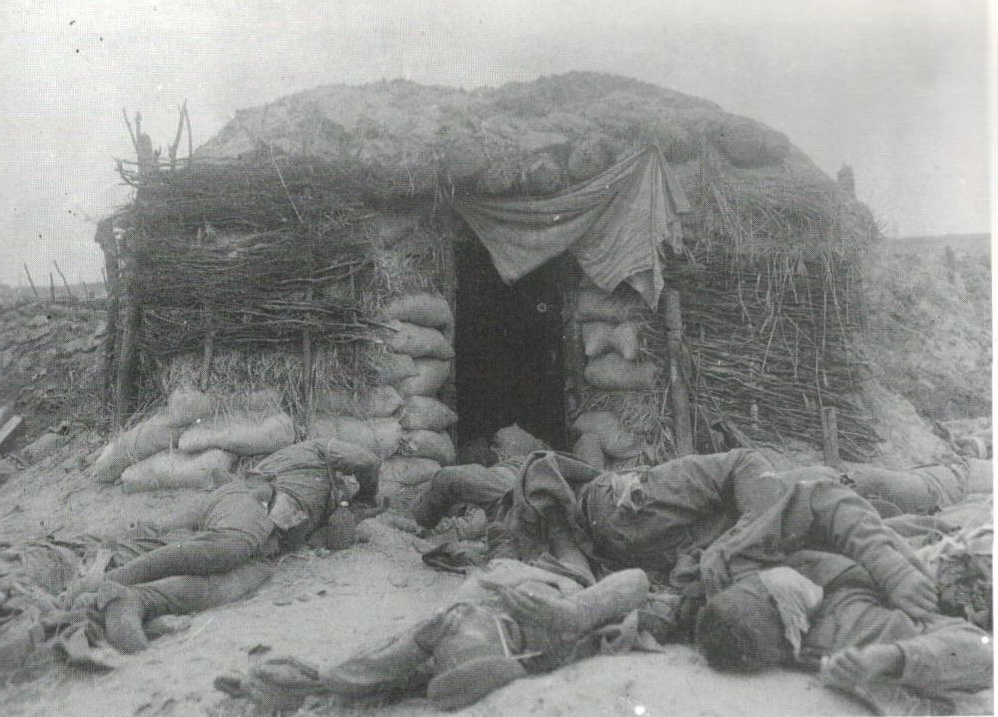
Русские солдаты, погибшие от хлора

17 июня немцы начали новый обстрел, однако потерь от него не было совсем, атаки кончились провалом.
Последние столкновения произошли в ночь с 6 на 7 июля, когда немцы выпустили максимально большое количество газа, большая его часть достигла русских окопов, правда произошёл случай с 5-й резервной дивизией, когда облако дыма вместо русских позиций осталось прямо в германских окопах, дивизия срочно была вынуждена отступить, потеряв 1,4 тыс. человек отравленными, из которых 138 погибли. Потери русских от газовых атак в разных источниках опять же разнятся, от 7 750 до 10 104, из которых в первом случае погибло 1 894, а во втором 1 775 человек. Общие потери германцев за день 5 635. Атаки в этот день так же отмечены массовой самоотверженностью русский солдат. Так, 21-й сибирский Ее Величества Александры Федоровны полк одним из первых попал под обстрел газами и стал целью наступления пехоты, однако стойко держал позиции отбив все атаки немцев, но потерял большую часть личного состава (от применения газов).

## Итоги боев

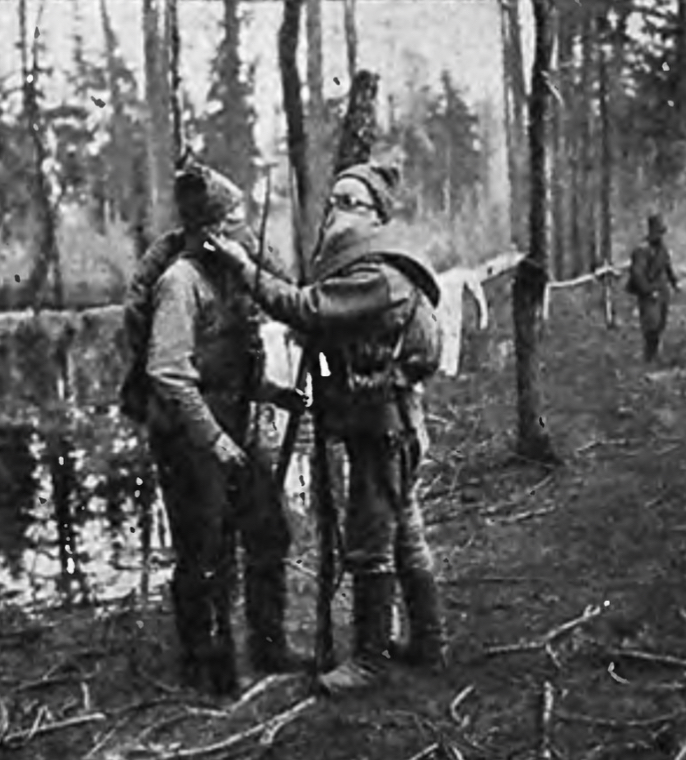
Русские солдаты надевают оборудование против газов

В результате газовые атаки ничего не принесли немцам, в середине июля все баллоны были демонтированы, а резервы отправлены в Прибалтику, более перспективное направление. Операции немцев провалились во многом из-за проявленного русскими героизма. Германский солдат записал случай, как его подразделение после газовой атаки продвигалось вперед и несло потери от ружейного огня из газа, это оказался русский офицер, который вел стрельбу до последнего момента своей жизни и даже так не отпустил винтовку. Провал германского стратегического наступления в этом участке предрешил судьбу кампании, это время позволило русским армиям приготовить оборонительные рубежи в тылу и отойти из Польши без больших проблем.

## Список источников
- Айрапетов О. Р. Участие Российской империи в Первой мировой войне: 1915. Апогей. — Москва: Кучуково поле, 2014. — 624 с. — ISBN 978-5-9950-0420-2.
- Нелипович С. Г. Русский фронт Первой мировой войны: потери сторон 1915. — Москва: Квадрига, 2022. — 914 с. — (Исторические исследования). — ISBN 978-5-91791-447-3.
- Постников Н. Д. Новые данные о первых газобалонных атаках на восточном фронте Первой мировой войны (Май-Июнь 1915). — Мытищи: Вестник московского государственного областного университета, 2020. — С. 87-110.
- Борисюк А. А. Забытая война. Россия в 1914-1918 годы. Факты, цифры, подвиги героев. — Вече, 2024. — 416 с. — ISBN 978-4-4484-5078-5.
- Оськин М. В. Осень 1914: Схватка за Польшу. — Вече, 2024. — 432 с. — (Военно-историческая библиотека). — ISBN 978-5-4484-4924-6.
- Олейников А. В. Германский натиск на восток 1915. — Вече, 2023. — 336 с. — (Военно-историческая библиотека). — ISBN 978-5-4484-4327-5.
- Kaliński S. Bolimów 1915. Warszawa, 2015.